# 帕里韭
帕里韭（学名：Allium phariense）为葱科葱属的植物，是中国的特有植物。分布于中国大陆的西藏自治区等地，生长于海拔4,400米至5,200米的地区，多生长于砾石山坡及草地，目前已由人工引种栽培。